# 勝川春暁
勝川 春暁（かつかわ しゅんぎょう、生没年不詳）とは、江戸時代の浮世絵師。

## 来歴
勝川春章の門人といわれており鶴僊斎と号す。『諸家人名江戸方角分』によれば俗名は斎藤新蔵、浅草言助町に住み、さらに春暁には浮世絵師ではなく「画家」であることを示す符号が付けられている。作画期は天明から天保にかけての長きに及び、その間に大きな様式の変遷を見せる。錦絵の作例は非常に少なく、肉筆美人画が何点か知られる。天明期の作とされる「鏡を見る美人図」は春暁の代表作といえるものである。また「夕涼み二美人図」は寛政頃の制作とみられるが、顔貌の表現は師とされる春章の影響を脱し、同時期の喜多川歌麿の画風を思わせるところも若干窺える。天保2年（1831年）には狂歌本『時鳥三十六歌仙』の挿絵を描いている。

## 作品
- 「新よし原江戸町二丁目　玉屋内玉くし」　大判錦絵　東京国立博物館所蔵
- 「鏡を見る美人図」　絹本着色　東京国立博物館所蔵
- 「夕涼み二美人図」　絹本着色　東京国立博物館所蔵
- 「桟橋の芸者図」　絹本着色　浮世絵太田記念美術館所蔵
- 「三都遊女図」　絹本着色　浮世絵太田記念美術館所蔵　※一幅に三都の遊女を三人の浮世絵師がそれぞれ描いた合作。春暁が江戸の遊女、浅山芦国が大坂の遊女、山口素絢が京都の遊女を描く。画面上部にある賛は、江戸の戯作者山東京山が天保7年（1836年）に書き加えたものである。
- 「団扇を持つ立美人図」　紙本着色　出光美術館所蔵